# Józef Laska
Józef Laska – żołnierz armii austro-węgierskiej, funkcjonariusz Żandarmerii Polskiej, policjant Policji Państwowej II RP, żołnierz Armii Krajowej ps. „Orlicz".

## Życiorys
Urodził się 3 listopada 1898 roku we wsi Jasień w rodzinie chłopskiej. Naukę Józef rozpoczął w szkole powszechnej w Jasieniu, którą ukończył w 1912. Ze względu na trudną sytuację materialną rodziny w 1913 roku wyjechał do pracy w gospodarstwie rolniczym pobliżu Frankfurtu.
W 1916 roku w wieku 18 lat został powołany do odbycia służby wojskowej w 12 Pułku Dragonów armii austro-węgierskiej w Ołomuńcu. Po wybuchu I wojny światowej walczył na froncie rosyjskim i rumuńskim. W 1918 roku po zakończeniu wojny powrócił do Polski, gdzie wstąpił do nowo utworzonej placówki żandarmerii w Brzesku. W 1919 roku przeniósł się do Policji Państwowej, w której był funkcjonariuszem do września 1939 roku.
Jako funkcjonariusz Policji Państwowej pracował: w latach 1919–1926 w powiecie jasielskim, w stopniu posterunkowego w Pilznie (powiat Dębica), od 1927 w Brzostku (powiat Jasło), następnie jako komendant posterunku Policji w Nawojowej (powiat Nowy Sącz) w latach 1934–1937 oraz w Uściu Ruskim. W 1937 został przeniesiony do Bobowej, gdzie w stopniu przodownika objął stanowisko komendanta posterunku.

## II wojna światowa
Po napaści Niemiec na Polskę we wrześniu 1939 roku Laska jako funkcjonariusz Policji Państwowej z Bobowej dotarł wraz z wycofującym się wojskiem polskim do Bóbrki pod Lwowem, gdzie został wzięty do niewoli sowieckiej. Po udanej ucieczce przedostał się do Jarosławia zajętego przez wojsko niemieckie, gdzie ponownie został uwięziony.
Podczas przemarszu kolumny jenieckiej w Przeworsku udało mu się zbiec, w listopadzie 1939 dotarł do Bobowej, gdzie zatrudnił się w sąsiednim majątku dworskim w Stróżnej jako zarządca. W lutym 1940 został wezwany do starostwa powiatowego w Gorlicach, gdzie poinformowano go, że zarządzeniem władz niemieckich został wyznaczony do pełnienia funkcji komendanta posterunku niemieckiej Policji Granatowej Generalnego Gubernatorstwa w Bobowej.
W marcu 1940 roku wstąpił w szeregi Związku Walki Zbrojnej, złożył przysięgę i przyjął pseudonim konspiracyjny „Orlicz”. Od stycznia 1940 Laska jako członek ZWZ pełnił zadania wywiadowcze, przekazywał informacje o planowanych działaniach władz okupacyjnych niemieckich, agentach gestapo i konfidentach, zorganizował siatkę wywiadowczą w Bobowej. W składzie bobowskiej komórki wywiadowczej byli także policjanci granatowi Jan Kandela oraz Józef Hebda oraz listonosz Antoni Padoł, Tomasz Pękala, Marian Szafraniec ps. „Junosza”. Bobowska komórka „wywiadu ochronnego” podlegała Komendzie Obwodu ZWZ Gorlice. W 1944 roku sierż. Józef Laska został wyznaczony dowódcą placówki Wojskowej Służby Ochrony Powstania Armii Krajowej w Bobowej.
Józef Laska pomagał Polakom i Żydom ściganym przez gestapo, powiadamiał o grożących aresztowaniach władze podziemnych organizacji, zajmował się dostarczaniem dokumentów (kenkart) na fałszywe nazwiska, metryk ślubu z fałszywymi danymi, żeby umożliwić ukrywanie się i ucieczkę, np. tym sposobem uratował znanego profesora matematyki Hugona Steinhausa i jego rodzinę. Grupa konspiracyjna Jana Laski pomogła wielu osobom poszukiwanym przez gestapo oraz Kripo. Jego grupa wywiadowcza udaremniła aresztowania Polaków niszcząc listy z donosami od konfidentów, władzom podziemnym przekazywała listę nazwisk zdrajców narodu polskiego. Z narażeniem własnego życia i rodziny Laska we własnym domu ukrywał żydówkę o imieniu Gienia i jej narzeczonego. W 1943 r. Jan Fereński ps. „Sęp”, komendant referatu WSOP, powiadomił Józefa Laskę, że został wyznaczony na konspiracyjnego komendanta Państwowego Korpusu Bezpieczeństwa na powiat gorlicki; przysięgę złożył powiatowemu Delegatowi Rządu na Kraj Stanisławowi Jezierskiemu ps. „Szymek”.
Komendant policji Laska wpadł na ryzykowny pomysł „przekazania” broni miejscowej drużynie AK pod dowództwem Mieczysława Kowalskiego ps. „Kogut”. Według planu Laski partyzanci w nocy upozorowali napad na posterunek policji w Bobowej aby nie narazić siebie na ujawnienie współpracy z AK, partyzanci zdobyli tym sposobem: 7 karabinów, 3 pistolety, 19 granatów i amunicję.
W lipcu 1944 władze niemieckie zlikwidowały placówkę policji w Bobowej, a Józef Laska jako robotnik pracował przy budowie okopów obronnych biegnących wzdłuż rzeki Białej. W styczniu 1945 po wkroczeniu wojsk sowieckich na tereny Polski południowej NKWD aresztowało Józefa Laskę pod zarzutem współpracy z Niemcami i zdrady narodu polskiego. Pomimo poświadczeń innych członków Armii Krajowej, że Laska należał do konspiracji Polskiego Państwa Podziemnego, został uwięziony w więzieniu w Sanoku. W lutym 1945 został wywieziony do obozu pracy przymusowej NKWD w Donbasie. W sprawie niesłusznego osądzenia Laski podjął interwencję prof. Hugo Steinhaus; poprosił on działacza ludowego PSL „Piast” Jana Cielucha o napisanie listu do Wincentego Witosa.

## Okres powojenny
Po trzech miesiącach pobytu w obozie w Donbasie powrócił do Bobowej i wyjechał do Świętochłowic na Śląsku, gdzie pracował jako intendent w zjednoczeniu Fabryk i Maszyn Sprzętu Górniczego (FiMSG). Pełnił tam również funkcję przewodniczącego Rady Zakładowej oraz przewodniczącego Kasy Zapomogowo-Pożyczkowej. 31 października 1946 roku Komisja Rehabilitacyjno-Kwalifikacyjna dla byłych funkcjonariuszy Policji Państwowej zrehabilitowała Józefa Laskę. W 1953 Urząd Bezpieczeństwa przeprowadził próbę pozyskania go jako agenta, jednakże odmówił współpracy. Po zmianach strukturalnych w Zjednoczeniu FiMSG przeniósł się do Bytomia, gdzie pracował jako pracownik fizyczny w kopalni węgla kamiennego „Rozbark” do 1965 roku, kiedy przeszedł na emeryturę. W latach 1946–1977 pełnił funkcję społeczną przewodniczącego Państwowych Ogródków Działkowych „Łan” w Bytomiu, od 1945 był członkiem Związku Zawodowego Górników w Bytomiu, a w latach 1947–1949 był także członkiem Towarzystwa Ogrodów i Osiedli Działkowych w obwodzie Bytom. Od 1960 należał również do Związku Bojowników o Wolność i Demokrację, koło w Gorlicach.
Józef Laska zmarł dnia 14 lutego 1994, pochowany jest na cmentarzu parafii Świętej Trójcy  w Bytomiu. Pośmiertnie został odznaczony Krzyżem Komandorskim Orderu Odrodzenia Polski za bohaterską postawę i pomoc ściganym przez niemieckie gestapo Polakom i Żydom podczas okupacji niemieckiej.

## Odznaczenia
- Krzyż Walecznych
- Krzyż Komandorski Orderu Odrodzenia Polski